# Too Human
Too Human est un jeu vidéo de rôle développé par Silicon Knights et édité par Microsoft Games. Il est sorti en août 2008 exclusivement sur Xbox 360.

## Accueil
- Jeuxvideo.com : 12/20[1]

## Développement
Le titre s'est rendu célèbre pour son développement riche en rebondissements. Annoncé en 1999, le jeu était initialement prévu sur PlayStation. L'année suivante, son développeur décide d'opérer un transfert du titre sur GameCube, en invoquant le fait que le support de la console de Sony, le CD-ROM, n'offrait pas assez d'espace compte tenu de la taille du jeu. Mais le studio Silicon Knights décide de suspendre son développement pour se concentrer sur d'autres titres, tel que Eternal Darkness: Sanity's Requiem. Finalement, le titre migre définitivement vers la Xbox 360 en 2005. Plusieurs fois repoussé, Too Human sort finalement sur la console de Microsoft en août 2008.